# Saint-Julien-l'Ars
Saint-Julien-l'Ars är en kommun i departementet Vienne i regionen Nouvelle-Aquitaine i västra Frankrike. Kommunen ligger i kantonen Saint-Julien-l'Ars som tillhör arrondissementet Poitiers. År 2022 hade Saint-Julien-l'Ars 2 871 invånare.

## Befolkningsutveckling
Antalet invånare i kommunen Saint-Julien-l'Ars
| Referens: INSEE |